# Mike D
Michael Diamond, bäst känd som Mike D, född 20 november 1965 i New York, är en av grundarna av hiphop-gruppen Beastie Boys i New York. Mike D rappar, sjunger och spelar trummor.
Sedan 1993 är han gift med Tamra Davis och tillsammans har de två barn.